# 一瀬隆重
一瀬 隆重（いちせ たかしげ、1961年1月18日 - ）は、日本の映画プロデューサーである。映画製作会社の株式会社オズ代表取締役、オズラ・ピクチャーズ社長(現在は廃業)。ハリウッドの代理人はICMパートナーズ。
兵庫県神戸市出身。関西学院中学部・高等部卒業。関西学院大学中退。

## 経歴
- 少年時代から多数の映画に刺激を受け、大学時代の1980年に製作・監督を務めて44分のカラー8ミリ自主映画『ウルトラＱ No.29「闇が来る！」』[1][2] を制作（製作＝いちせ会）、1981年には原作・製作・監督を務めて54分の8ミリ自主映画『理想郷伝説』を制作（製作＝いちせ会、1981年8月14日中野公会堂で公開[3]）した。
- 1983年に大学を中退して上京し『空気の缶づめ』（1983年）[4]、『夢で逢いましょう』（1984年）[5] などの8ミリ映画を制作。
- 1984年、23歳の時に『星くず兄弟の伝説』（手塚眞監督）でプロデューサーを務め本格的にデビューした。初のメジャー作品で、エグゼクティブプロデューサーを務めた1988年公開の『帝都物語』は、興行収入18億円（配給収入10.05億円）を記録し注目される存在となる。
- 1989年に株式会社オズ、1992年にはロサンゼルスにオズラ・ピクチャーズを設立。以降、中田秀夫や清水崇とのコンビでジャパニーズホラーを躍進させ、2004年、『呪怨』をリメイクしてプロデュースした『THE JUON/呪怨』が全米興行収入1位を記録する大ヒットとなり、ハリウッドからも注目される日本人プロデューサーのひとりとなった。
- 2005年米20世紀フォックス本社とファーストルック契約を締結。日本の映画人とハリウッドスタジオの契約は、1926年（大正15年）に阪東妻三郎率いる阪東プロとユニバーサル社との配給契約以来。
- 2012年7月6日、株式会社オズが経営不振により法的整理の手続きに入ったと報道された。[6] これに伴い公式ブログやウェブサイトも閉鎖され、2015年9月9日付で、破産手続き開始の決定を受けた[7]。
- 2015年6月13日、屍憶 THE BRIDEのFacebook ページ[8] で、Yahoo!台湾の映画ページに掲載されている一瀬隆重プロデューサーからのメッセージ動画[9] が紹介された。

## 人物
著書『ハリウッドで勝て!』では日本映画界の現状に苦言を呈し、業界の異端児と称されることもあった。芸術性の高い映画よりも娯楽映画として世界で興行的にも成功する映画の制作を追求し、日本以外では、タカ・イチセ（Taka Ichise）名義で活動している。

## 担当作品

### 映画

#### 製作
- 夢みるように眠りたい（1986年）
- 精霊のささやき（1987年）
- BEAT（1998年）
- リング（1998年）
- らせん（1998年）
- 発狂する唇（1999年）
- もういちど逢いたくて/星月童話（1999年）
- THE JUON/呪怨（2004年）
- 呪怨 パンデミック（2006年）
- 呪怨 ザ・グラッジ3（2009年）
- GOEMON (2009年)
- ゴースト もういちど抱きしめたい（2010年）
- ザ・グラッジ 死霊の棲む屋敷 The Grudge (2020年)

#### 製作総指揮
- ネクロノミカン（1993年）
- 刺青 IREZUMI（1994年）
- Fist of the North Star 北斗の拳（1995年、実写版）
- クライング・フリーマン（1996年、実写版）
- クリスマス黙示録（1996年）
- L.A.マフィア戦争/大殺戮（1996年）
- DRIVE 破壊王（1997年）

#### プロデューサー
- 星くず兄弟の伝説（1985年）
- 孔雀王（1988年、実写版SFXプロデューサー）
- 帝都物語（1988年、エグゼクティブプロデューサー）
- 帝都大戦（1989年、監督兼エグゼクティブプロデューサー）
- 就職戦線異状なし（1991年）
- ヤクザVSマフィア（1993年、原案兼エグゼクティブプロデューサー）
- 屋根裏の散歩者（1994年）
- 江戸川乱歩劇場 押繪と旅する男（1994年）
- NO WAY BACK 逃走遊戯（1995年、エグゼクティブプロデューサー）
- Lie Lie Lie（1997年）
- D坂の殺人事件（1997年）
- リング2（1999年）
- バレット・オブ・ラブ（2001年、エグゼクティブプロデューサー）
- 修羅雪姫（2001年）
- 仄暗い水の底から（2001年）
- ラストシーン（2001年、兼原案）
- 血を吸う宇宙（2001年）
- LOVE SONG（2001年）
- 恋に唄えば♪（2002年）
- 呪怨（2002年）
- 呪怨2（2003年）
- いぬのえいが（2004年）
- 予言（2004年）
- 感染（2004年）
- 奇談（2005年）
- ノロイ（2005年）
- 輪廻（2005年）
- 市川崑物語（2006年）
- 叫（2006年）
- 犬神家の一族（2006年）
- 怪談（2007年）
- 呪怨 白い老女（2009年）
- 呪怨 黒い少女（2009年）
- 恐怖（2010年）
- さらば愛しの大統領（2010年）
- ゴースト もういちど抱きしめたい（2010年）
- 犬とあなたの物語 いぬのえいが（2011年）
- 犬の首輪とコロッケと（2011年、企画プロデューサー）
- 日本列島 いきものたちの物語（2012年）
- カルト（2013年）
- 高速ばぁば（2013年）
- トーク・トゥ・ザ・デッド（2013年）
- 呪怨 終わりの始まり（2014年）
- 7500（2014年、2015年に日本で公開）
- 屍憶 -SHIOKU-（2015年 台湾）

#### 脚本
- 呪怨 -ザ・ファイナル-（2015年）

#### 企画
- 星空のむこうの国（1986年）
- BeRLiN（1995年）
- 大失恋。（1995年）

### テレビドラマ
- 日本のこわい夜（2004年、TBS系列）
- 日本のこわい夜～特別篇（2005年、TBS系列）

### オリジナルビデオ
- 帝都物語（1991年、アニメ版企画）
- 団地妻'98 危険な情事（1997年、製作）
- 団地妻'98 危険なエクスタシー（1997年、製作）
- 愛人霊（1999年、製作）
- 続・愛人霊（1999年、製作）
- 呪怨（1999年）
- 呪怨2（2000年）

## 著書
- ハリウッドで勝て!（2006年、新潮新書）ISBN 4106101777